# ارمنی‌های فرانسه
ارمنیان فرانسه (ارمنی: ֆրանսահայեր fransahayer؛ فرانسوی: Arméniens de France‎) شهروندان فرانسوی می‌باشند که از تبار ارمنی هستند. جامعه ارمنی‌های فرانسه بزرگترین در اتحادیه اروپا و سومین در جهان.
نخستین ارمنیان در دوره قرون وسطی در فرانسه اقامت گزید. بمانند بیشتر جماعت ارمنیان پراکنده، جامعه ارمنی‌های فرانسه نیز توسط بازماندگان نسل‌کشی ارمنی‌ها در سال ۱۹۱۵ شکل گرفت؛ و سایرین نیز در نیمه دوم سده بیستم میلادی به دلیل بی‌ثباتی‌های سیاسی و اقتصادی در کشورهای خاورمیانه (ترکیه، لبنان، سوریه، مصر و ایران) پناه بردند

## تاریخ
در دوران قرون وسطی، پیوندهای سیاسی و تجاری بین ارمنیان و فرانسوی‌ها رشد کرد. اول از همه علائق خونی بود که به نحو عالی در کاخهای پادشاهی دو ملت بسط یافت. آخرین نایب‌السلطنه پادشاهی ارمنی کیلیکیه، لوون ششم که از ریشه فرانسوی بود در سال ۱۳۹۳ میلادی در پاریس درگذشت و در کلیسای سن-دنی دفن گردید. بعد از آن کاردینال ریچارد و کولبرت به ارمنیان در برپائی سمت‌های تجاری در فرانسه کمک نمودند.
اولین مهاجران ارمنی به علت نسل‌کشی بین سال‌های ۱۹۲۰ تا ۱۹۲۳ میلادی به فرانسه آمدند. خیل عظیم پناهندگان و یتیمان ارمنی از ترکیه، مصر و لبنان به وسیلهٔ قایق به مارسی رسیده و به سمت معادن و کارخانه‌های اطراف مارسی، والنس، گرنوبل، لیون و پاریس حرکت کردند. جوامع کوچک منسجمی بین ۲۰۰۰ تا ۴۰۰۰ نفر به وجود آوردند. ارمنی‌های مهاجری که بین سال‌های ۱۹۲۰ تا ۱۹۳۰ میلادی به فرانسه آمدند در میادین نبرد جنگ جهانی دوم و در راه مقاومت در طی اشغال فرانسه توسط آلمان نازی برای فرانسه جنگیده و کشته شدند. روابط میان فرانسویها و ارمنی‌ها در طی سال‌ها حفظ شده و تحکیم یافته‌است. هزاران مهاجر جدید، بعد از آزار و اذیت‌ها در ترکیه ۱۹۵۶ و جنگهای داخلی لبنان ۱۹۷۵ موج بعدی مهاجرت‌ها را در بر می‌گیرند.

## ارمنیان سرشناس فرانسه

### سرگرمی
- آلیس ساپریچ (۱۹۱۶–۱۹۹۰)، هنرپیشه زن زاده ترکیه[۵]
- آنری ورنوی (۱۹۲۰–۲۰۰۲)، کارگردان فیلم زاده ترکیه[۶]
- ایزابل سادویان (۱۹۲۸-۲۰۱۷)، هنرپیشه زن
- کاترین روب-گریه (زاده ۱۹۳۰)، هنرپیشه زن
- فرانسیس وبر (زاده ۱۹۳۷)، کارگردان (مادر ارمنی)[۷][۸]
- فرانسوا برلئان (زاده ۱۹۵۲)، هنرپیشه مرد (پدر ارمنی)[۹][۱۰]
- آلن بربریان (زاده ۱۹۵۳)، کارگردان
- روبر گدیگیان (زاده ۱۹۵۳)، کارگردان فیلم، فیلم‌نامه‌نویس، تهیه‌کننده
- سرژ آویدیکیان (زاده ۱۹۵۵)، هنرپیشه مرد و کارگردان سینما و تئاتر زاده ارمنستان[۱۱]
- وارطان پتروسیان (زاده ۱۹۵۹)، هنرپیشه مرد زاده ارمنستان، شهروند فرانسه[۱۲]
- پاسکال لژیتیموس (زاده ۱۹۵۹)، کمدین (مادر ارمنی)[۱۳]
- سیمون آبکاریان (زاده ۱۹۶۲)، هنرپیشه مرد[۱۴]
- متیو مادنیان (زاده ۱۹۷۶)، طنزپرداز، هنرپیشه مرد و ستون‌نویس
- میشل وارتان (زاده ۱۹۶۸)، هنرپیشه مرد
- دیران نوبار (زاده ۱۹۷۵)، فیلمساز و نوازنده
- رافی شارت، کارگردان و نوازنده

### ادبیات، تئاتر، روزنامه‌نگاری
- آرتور آدامف (۱۹۰۸–۱۹۷۰)، نمایش‌نامه‌نویس زاده روسیه[۱۵]
- واهه کاچا (۱۹۲۸–۲۰۰۳)، نویسنده، فیلم‌نامه‌نویس، روزنامه‌نگار
- ژان-کلود کبابچیان (زاده ۱۹۴۲)، ویرایشگر و روزنامه‌نگار، بنیان‌گذار و کارگردان the Centre de Recherches sur la Diaspora Arménienne
- آنری ترویا (۱۹۱۱–۲۰۰۷)، نویسنده[۱۶]

### موسیقی
- ژاک الیان (۱۹۱۲–۱۹۸۶)، آهنگساز، arranger, conductor of big band orchestra (پدر ارمنی)[۱۷]
- روزی آرمن (زاده ۱۹۲۳)، خواننده
- شارل آزناوور (زاده ۱۹۲۴)، خواننده[۱۸]
- مارک آریان (۱۹۲۶–۱۹۸۵)، خوانده، آهنگساز، تهیه‌کننده
- ژرژ گاروارنتس (۱۹۳۲–۱۹۹۳)، آهنگساز[۱۹]
- میشل لوگران (زاده ۱۹۳۲)، آهنگساز (مادر ارمنی)[۲۰]
- دانیل ژرار (زاده ۱۹۳۹)، singer (Armenian father)[۲۱]
- سیلوی ورتان (زاده ۱۹۴۴)، خواننده (پدر ارمنی)[۲۲]
- فرانسوا گئورگیان (زاده ۱۹۵۴)، music producer و remixer
- آندره مانوکیان (زاده ۱۹۵۷)، ترانه‌سرا، نوازنده[۲۳]
- نارینه سیمونیان (زاده ۱۹۶۵)، نوازنده ارگ، نوازنده پیانو، کارگردان موزیکال و تهیه‌کننده اپرا
- پاتریک فیوری (زاده ۱۹۶۹)، خواننده (پدر ارمنی)[۲۴]
- الن سگارا (زاده ۱۹۷۱)، خواننده (مادر ارمنی)[۲۵]
- آلن آلتین‌اوغلو (زاده ۱۹۷۵)، رهبر ارکستر[۲۶]
- آنا کاسیان (زاده ۱۹۸۱)، خوانده اپرا، سوپرانو زاده گرجستان
- لیز ساریان، خواننده
- لوون سایان، (زاده ۱۹۳۴)، impresario, تهیه‌کننده، و operatic tenor

### نقاشان
- ادگار شاهین (۱۸۷۴–۱۹۴۷)، نقاش
- لوون توتونچیان (۱۹۰۵–۱۹۶۸)، نقاش
- ژان گارزو (۱۹۰۷–۲۰۰۰)، نقاش زاده سوریه[۲۷]
- ژان ژانسم (۱۹۲۰–۲۰۱۳)، نقاش
- ملیک اوهانیان (زاده ۱۹۶۹)، نقاش
- کاراپت آدامیان (۱۸۷۲–۱۹۴۷)، نقاش

### سیاست
- میساک مانوشیان (۱۹۰۶–۱۹۴۴)، شاعر، communist militant و مقاومت فرانسه قهرمان دوران جنگ جهانی دوم[۲۸]
- ادوار بالادور (زاده ۱۹۲۹)، سیاستمدار، نخست وزیر پیشین[۲۹][۳۰]
- پاتریک دوجیان (زاده ۱۹۴۴)، سیاستمدار، شهردار آنتونی، او-دو-سن، وزیر کابینه[۳۱][۳۲]

### ورزشی
- آلن پروست (زاده ۱۹۵۵)، race driver, راننده قهرمان چهار دوره فرمول یک (مادر ارمنی)[۳۳][۳۴]
- اریک آسادوریان (زاده ۱۹۶۶)، بازیکن فوتبال
- یوری ژورکائف (زاده ۱۹۶۸)، بازیکن فوتبال (مادر ارمنی)[۳۵][۳۶]
- آلن بوغوسیان (زاده ۱۹۷۰)، بازیکن فوتبال (پدر ارمنی)[۳۶]
- نیکلاس میناسیان (زاده ۱۹۷۳)، race driver
- سیریاک ریویریان (زاده ۱۹۹۱), بازیکن فوتبال
- w:en:Anthony Kasparian (زاده ۱۹۹۳), بازیکن فوتبال
- گائل آندونیان (زاده ۱۹۹۵), بازیکن فوتبال

### متفرقه
دانش
- وازگن آندرئاسیان (۱۹۰۳–۱۹۹۵)، مهندس دانش هوانوردی
- هاکوب ترزان (زاده ۱۹۲۷)، ستاره‌شناس

داد و ستد
- سرژ چوروک (زاده ۱۹۳۷)، رئیس و رئیس اجرایی سابق آلکاتل-لوسنت[۳۷]
- آلن مانوکیان (زاده ۱۹۴۶)، طراح مد
- آلن میکلی (زاده ۱۹۵۵)، طراح
- میشل موسسیان[۳۸] (زاده ۱۹۵۹)، معمار
- رافی هالاجیان (زاده ۱۹۶۱)، کارآفرین
- فرانسیس کورکدجیان (زاده ۱۹۶۹)، fragrance creator[۳۹]
- پل-لوئی آرسالانیان، کارگردان French Air Accidents Bureau

سایر زمینه‌ها
- آنیتا کونتی (۱۸۹۹–۱۹۹۷)، سیاح و عکاس، نخستین زن اقیانوس‌شناس فرانسوی